# Aeroport de Múnic
L'Aeroport de Múnic «Franz Josef Strauss» (codi IATA: MUC, codi OACI: EDDM) (en alemany: Flughafen München "Franz Josef Strauß") és un aeroport que dona servei a Múnic. Està situat a 28,5 km al nord-est de la ciutat, la major part dins el municipi de Freising. L'aeroport va ser batejat amb el nom del polític alemany Franz Josef Strauss, antic ministre-president de l'estat de Baviera.
Entre els anys 1995 i 2006, el nombre de passatgers es va duplicar de menys de 15 milions de passatgers anuals a més de 30 milions, malgrat l'impacte dels atemptats de l'11 de setembre durant els anys 2001-2002. El 1996, va superar a l'Aeroport Internacional de Düsseldorf com a segon aeroport més transitat d'Alemanya i ara s'encarrega de gairebé el doble de passatgers gestionats en el tercer aeroport més ocupat del país.
L'Aeroport de Múnic és el segon aeroport més ocupat d'Alemanya (després de l'Aeroport de Frankfurt) i l'setè més transitat d'Europa per tràfic de passatgers, havent gestionat més de 34 milions de passatgers durant l'any 2010. A més, és el tretzè aeroport més transitat del món pel que fa al tràfic internacional de passatgers i va ser l'30è aeroport més transitat del món l'any 2009. És el segon centre de connexions més important de Lufthansa i ha sigut escollit el millor aeroport d'Europa en els Premis Mundials d'Aeroports 2010 de Skytrax.

## Història
L'Aeroport de Múnic va començar a funcionar el 17 de maig de 1992, quan les operacions es van traslladar de l'antic aeroport de Múnic-Riem, el qual va ser tancat poc abans de la mitjanit del dia anterior. Quan va començar la construcció del nou aeroport l'any 1980, un poble anomenat Franzheim va ser enderrocat i els seus 500 habitants van ser reubicats en altres llocs d'allà la zona.
Com que el principal centre de connexions de Lufthansa (l'Aeroport de Frankfurt) està molt saturat de trànsit, les ciutats amb rutes freqüents a Frankfurt són ateses a través de Múnic. L'aeroport porta el nom de Franz Josef Strauss, el qual va tenir un paper important en la política d'Alemanya. Entre altres càrrecs, Strauss va ser el líder de la Unió Social Cristiana i va ocupar el lloc de governador de l'estat de Baviera durant molts anys, que és on es troba l'aeroport, el qual va ser planejat sota el seu mandat. El mes de juny del 2003, es va acabar de construir la Terminal 2.

## Terminals
- Terminal 1: Té una capacitat per a gestionar 25 milions de passatgers anuals i està dividida en 5 mòduls designats segons l'alfabet: A, B, C, D i E. El vestíbul F està separat, situat prop de la Terminal 2 i maneja aquells vols que necessiten requisits de seguretat addicionals. A més, la facturació d'alguns vols es realitzen des de l'Àrea Central Z.
- Terminal 2: Igual que la Terminal 1, té una capacitat per a gestionar 25 milions de passatgers anuals. No obstant això, després d'haver estat dissenyada com un centre de connexions per a Lufthansa i els membres de Star Alliance, no està dividida en mòduls. Totes les instal·lacions estan disposades al voltant d'una plaça central.

## Aerolínies i destinacions
| Companyia                                                         | Destinacions | Terminal |
| ----------------------------------------------------------------- | --- | -------- |
| Adria Airways                                                     | Ljubljana, Pristina | 2        |
| Aegean Airlines                                                   | Atenes, Tessalònica | 2        |
| Aer Lingus                                                        | Cork, Dublín | 1-D      |
| Aeroflot                                                          | Moscou-Xeremètievo | 1-C      |
| Air Canada                                                        | Toronto-Pearson | 2        |
| Air China                                                         | Atenes, Pequín-Capital | 2        |
| Air France                                                        | París-Charles de Gaulle | 1-D      |
| Air France operat per HOP!                                        | París-Charles de Gaulle | 1-D      |
| Air Malta                                                         | Catània, Malta | 2        |
| Air Mauritius                                                     | Maurici | 1-B      |
| Air Transat                                                       | de temporada: Calgary, Toronto-Pearson, Vancouver | 1-Z      |
| airBaltic                                                         | Riga | 1-D      |
| Alitalia                                                          | Roma-Fiumicino | 1-D      |
| All Nippon Airways                                                | Tòquio-Narita | 2        |
| Arkia Israel Airlines                                             | Tel-Aviv | 1-F      |
| Armavia                                                           | Yerevan | -        |
| Austrian Airlines                                                 | Viena | 2        |
| Austrian operat per Tyrolean Airways                              | Viena | 2        |
| Avianca                                                           | Bogotà (comença el 16 de novembre del 2019) | -        |
| bmibaby                                                           | de temporada: East Midlands | 1-D      |
| British Airways                                                   | Londres-City (comença el 16 de febrer del 2019), Londres-Heathrow | 1-B      |
| Bulgarian Air Charter                                             | de temporada: Burgàs, Varna | 1-Z      |
| Carpatair                                                         | Timisoara | 1-C      |
| Condor Flugdienst                                                 | Agadir, Antalya, Burgàs, Colònia/Bonn, Fuerteventura, Funchal, Gran Canària, Hannover, Hurghada, Lanzarote, Larnaca, Màlaga, Marsa Alam, Paderborn/Lippstadt, Pafos, la Palma, Tenerife Sud, Xarm el-Xeikh de temporada: Corfú, Dalaman, Djerba, Heraklion, Eivissa, Kos, Palma, Rodes, Santorí | 1-B      |
| Cirrus Airlines                                                   | Berna, Erfurt | 2        |
| Croatia Airlines                                                  | Split, Zagreb, Zadar | 2        |
| Cyprus Airways                                                    | Larnaca | 1-B      |
| Delta Air Lines                                                   | Atlanta | 1-B      |
| EasyJet                                                           | Edimburg, Londres-Gatwick, Londres-Stansted, Manchester | 1-Z      |
| EgyptAir                                                          | El Caire | 2        |
| El Al                                                             | Tel-Aviv | 1-F      |
| Emirates                                                          | Dubai | 1-C      |
| Etihad Airways                                                    | Abu Dhabi | 1-C      |
| Finnair                                                           | Hèlsinki | 1-D      |
| Germania                                                          | de temporada: Pafos, Rodes, Tessalònica | 1-C      |
| Germanwings                                                       | Berlín-Schönefeld, Colònia/Bonn, Dortmund | 1-D      |
| Iberia                                                            | Madrid-Barajas | 1-D      |
| Iberia operat per Air Nostrum                                     | Madrid-Barajas | 1-D      |
| Icelandair                                                        | de temporada: Reykjavík-Keflavík | 1-D      |
| InterSky                                                          | de temporada: Elba | 1-D      |
| KLM                                                               | Amsterdam | 1-D      |
| KLM operat per KLM Cityhopper                                     | Amsterdam | 1-D      |
| LOT Polish Airlines                                               | Katowice, Varsòvia | 2        |
| LOT operated by Eurolot                                           | Poznan, Wroclaw | 2        |
| Lufthansa                                                         | Ankara, Antalya, Atenes, Bangkok-Suvarnabhumi (comença l'1 de juny del 2019), Barcelona, Berlín-Tegel, Bombai, Boston, Brussel·les, Bucarest-Henri Coandă, Budapest, Busan, Charlotte, Chicago-O'Hare, Colònia/Bonn, Delhi, Dublín, Düsseldorf, Dubai, Frankfurt, Ginebra, Hamburg, Hannover, Hèlsinki, Hong Kong, Istanbul-Atatürk, Izmir, Kíev-Boryspil, Larnaca, Lisboa, Londres-Heathrow, Los Angeles, Madrid-Barajas, Màlaga, Manchester, Milà-Malpensa, Montréal-Trudeau, Moscou-Domodédovo, Nàpols, Nova York-JFK, Newark, Osaka-Kansai, Oslo-Gardermoen, París-Charles de Gaulle, Pequín-Capital, Roma-Fiumicino, Sant Petersburg, San Francisco, São Paulo-Guarulhos, Seül-Incheon, Xanghai-Pudong, Singapur, Sofia, Estocolm-Arlanda, Tbilissi, Tel-Aviv–Ben Gurion, Tòquio-Narita, Venècia-Marco Polo, Viena, Washington-Dulles, Zuric de temporada: Catània, Faro, Malta, Palerm, Palma | 2        |
| Lufthansa operat per PrivatAir                                    | El Caire, Riyadh, Taixkent | 2        |
| Lufthansa Regional operat per Air Dolomiti                        | Ancona, Bari, Bolonya, Catània, Florència, Gènova, Klagenfurt, Milà-Malpensa, Pisa, Roma-Fiumicino, Trieste, Torí, Venècia-Marco Polo, Verona | 2        |
| Lufthansa Regional operat per Augsburg Airways                    | Basilea/Mulhouse, Belgrad, Bremen, Budapest, Colònia/Bonn, Dresden, Florència, Ginebra, Göteborg-Landvetter, Graz, Krakow, Leipzig/Halle, Paderborn/Lippstadt, Madrid-Barajas, París-Charles de Gaulle, Poznan, Praga, Sofia, Stuttgart, Tallinn, Torí, Viena, Varsòvia, Wroclaw, Zagreb, Zuric de temporada: Nàpols | 2        |
| Lufthansa Regional operat per Lufthansa CityLine                  | Amsterdam, Basilea/Mulhouse, Belgrad, Berlín-Tegel, Bilbao, Birmingham, Bremen, Brussel·les, Bucarest-Henri Coandă, Budapest, Bursa, Chişinău, Cluj-Napoca, Colònia/Bonn, Copenhaguen, Cracòvia, Donetsk, Dresden, Düsseldorf, Florència, Gdansk, Ginebra, Hannover, Leipzig/Halle, Londres-City, Luxemburg, Lió, Lvov, Manchester, Marsella, Münster/Osnabrück, Niça, Nuremberg, Oslo-Gardermoen, Paderborn/Lippstadt, París-Charles de Gaulle, Praga, Roma-Fiumicino, Rostock-Laage, Sarajevo, Sibiu, Stuttgart, Timisoara, Tirana, Tolosa de Llenguadoc, Viena, Varsòvia, Westerland/Sylt, Zagreb, Zuric Seasonal: Dubrovnik, Olbia, Split, Zadar | 2        |
| Luxair                                                            | Luxemburg, Saarbrücken | 2        |
| Norwegian Air Shuttle                                             | Oslo-Gardermoen, Estocolm-Arlanda | 1-D      |
| Oman Air                                                          | Masqat | 1-C      |
| Pegasus Airlines                                                  | Antalya, Istanbul-Sabiha Gökçen | 1-C      |
| Pegasus operat per IZair                                          | Esmirna | 1-C      |
| Polet Airlines                                                    | Vorónej | 1-C      |
| Qatar Airways                                                     | Doha | 2        |
| Rossiya                                                           | Sant Petersburg | 1-C      |
| Royal Air Maroc                                                   | Marràqueix | 1-B      |
| Royal Jordanian                                                   | Amman-Reina Alia | 1-B      |
| RusLine                                                           | Krasnodar | 1-C      |
| S7 Airlines                                                       | Moscou-Domodédovo | 1-B      |
| Scandinavian Airlines                                             | Copenhaguen, Estocolm-Arlanda, Oslo-Gardermoen | 2        |
| Singapore Airlines                                                | Manchester, Singapur | 2        |
| Sky Airlines                                                      | Antalya | 1-C      |
| South African Airways                                             | Johannesburg | 2        |
| Sun d'Or International Airlines                                   | Tel-Aviv | 1-F      |
| SunExpress                                                        | Antalya, Istanbul-Sabiha Gökçen, Esmirna | 1-C      |
| Swiss International Air Lines operat per Swiss European Air Lines | Zuric | 2        |
| TAP Portugal                                                      | Lisboa | 2        |
| TAROM                                                             | Bucarest-Henri Coandă, Sibiu | 1-C      |
| Thai Airways International                                        | Bangkok-Suvarnabhumi | 2        |
| TUIfly                                                            | Boa Vista, Fuerteventura, Hurghada, Lanzarote, Gran Canària, Marsa Alam, Sal, Xarm el-Xeikh, Tenerife Sud de temporada: Agadir, Antalya, Araxos/Patras, Corfú, Dalaman, Enfidha, Faro, Heraklion, Jerez de la Frontera, Kos, Luxor, Menorca, Palma, Rodes, Tel-Aviv–Ben Gurion | 1-Z      |
| Tunisair                                                          | Djerba, Monastir, Tunis | 1-B      |
| Turkish Airlines                                                  | Ankara, Istanbul-Atatürk | 2        |
| United Airlines                                                   | Chicago-O'Hare, Washington-Dulles | 2        |
| Ural Airlines                                                     | Iekaterinburg | 1-C      |
| UTair Aviation                                                    | Tiumén | 1-C      |
| Yakutia Airlines                                                  | Irkutsk | 1-C      |